# 서영서
서영서(1988년 5월 16일 ~)는 대한민국의 연극배우다.

## 방송
- 히든싱어 4 (2015) - 보아편 준우승, 왕중왕전 10위

## 공연
- 영희 (2016) - 이씨 부인 역
- 섬마을 우리들 (2016) - 차정 역
- 후 (2017)
- 아리 아라리 (2019) - 신나리 역